# Geraldine Ferraro
Geraldine Anne Ferraro (Newburgh (New York), 26 augustus 1935 – Boston (Massachusetts), 26 maart 2011) was een Amerikaans politica. Zij had zitting in het Huis van Afgevaardigden namens de Democratische Partij, maar is vooral bekend als de eerste vrouwelijke kandidaat voor het vicepresidentschap namens een grote Amerikaanse partij. Zij was de running mate van Walter Mondale tijdens de presidentsverkiezingen van 1984.

## Eerste jaren
Ferraro groeide op in een Amerikaans-Italiaans gezin. In 1956 behaalde zij een Bachelor of Arts in de Engelse taal aan Marymount Manhattan College. Ze begon les te geven op een basisschool in Queens, maar dit gaf haar niet genoeg voldoening. Daarom ging ze rechten studeren en in 1960 behaalde ze een Juris Doctor aan de Fordham University. In 1960 trouwde ze ook met John Zaccaro. Samen zouden zij drie kinderen krijgen.
Haar man was ondernemer en Ferraro werkte dertien jaar in zijn bedrijf als jurist. In 1978 kreeg ze haar eerste publieke functie als assistent van de openbaar aanklager in het district Queens. Daarbij hield zij zich vooral bezig met kindermisbruik. In 1978 werd ze toegewezen als jurist aan het Amerikaanse Hooggerechtshof. In datzelfde jaar stelde zij zich kandidaat voor het Huis van Afgevaardigden en werd verkozen. In haar campagne waren haar belangrijkste thema's recht en orde, zorg voor de ouderen en de leefbaarheid in de wijken.

## Lid Huis van Afgevaardigden
In Washington D.C. viel ze snel op door haar levendige verschijning en ze steeg snel in de politieke hiërarchie. Ze werd een beschermelinge van Tip O'Neill, toenmalig voorzitter van het Huis van Afgevaardigden. Ook binnen de Democratische Partij nam ze een steeds belangrijkere positie in. Zij was een van de drijvende krachten achter de creatie van de zogeheten superdelegates. Dit zijn partijleden, onder wie alle congresleden en gouverneurs, die tijdens de nominatie voor de Democratische presidentskandidaat - naast de kiesmannen die tijdens de voorverkiezingen verdiend kunnen worden – ook een stem mogen uitbrengen op een van de kandidaten.
Als lid van het Huis van Afgevaardigden hield Ferraro zich vooral bezig met een gelijke salarisbetaling en pensioenvergoeding van vrouwen ten opzichte van mannen. Ook kwam ze met een wetsvoorstel voor de verbetering van de rechtspositie van werknemers die hun baan tijdelijk verlaten hebben en weer terugkeren. Het gaat hier meestal om zwangere vrouwen. In 1984 reisde ze naar Nicaragua en sprak daar met de Contra. Daarna riep zij president Ronald Reagan om op de militaire interventies in Nicaragua en El Salvador te staken.

## Kandidaat voor het vicepresidentschap
De Democratische voorverkiezingen in 1984 voor het presidentschap van de Verenigde Staten werden gewonnen door Walter Mondale. Op 12 juli 1984 vroeg hij Ferraro als zijn running mate voor het vicepresidentschap. Ferraro was relatief onervaren, wat een risico vormde, maar de Mondale-campagne hoopte dat ze met haar als kandidaat meer vrouwen kon aantrekken en met name Democraten in het noordoosten van Amerika die de partij in 1980 hadden verlaten en op Ronald Reagan stemden. Tijdens de Democratische Conventie op 19 juli 1984 werd Ferraro gekozen als de eerste vrouwelijke kandidaat voor het vicepresidentschap namens een grote Amerikaanse partij.
De keuze voor Ferraro was een gok, maar daarmee hoopte de Democratische Partij het initiatief in de campagne weer naar zich toe te trekken. Op dat moment lag Mondale 16 procent achter op de Republikeinse presidentskandidaat Ronald Reagan. In de eerste dagen leek dat te lukken, hoewel Ferraro fors werd bevraagd over haar relatieve onervarenheid en of zij als vrouw in staat zou zijn op de rode knop te drukken in het geval van een gevaar uit de Sovjet-Unie.
Aan het einde van juli berichtte The New York Times over het feit dat Ferraro en haar man beiden een aparte belastingaangifte hadden gedaan. Haar aangiftes waren al openbaar vanaf het moment dat zij lid was van het Huis van Afgevaardigden, maar haar man had moeite met het feit om zijn gegevens openbaar te maken. Hier was hij ook niet toe verplicht. Op 12 augustus 1984 verklaarde zij dat haar man zijn belastingaangiftes niet openbaar zou maken, ook omdat dit schadelijk zou zijn voor zijn bedrijf, omdat concurrenten dan inzicht kregen in het (financiële) functioneren daarvan. Daarbij merkte Ferraro op: "Jullie mensen die getrouwd zijn met een Italiaanse man weten hoe dat is." In de weken daarna werd ze van alle kanten ondervraagd over de weigering en het neerzetten van een stereotype op basis van afkomst.
Op 20 augustus 1984 maakte Zaccaro vanwege de grote druk zijn belastinggegevens toch openbaar. Daarin kwamen geen grote fouten naar voren en Ferraro maakte een sterke comeback tijdens een persconferentie op 22 augustus waar ze uitgebreid de tijd nam om vragen te beantwoorden. Het onderwerp zou daarna nauwelijks meer terugkeren in de campagne als onderwerp, maar had al veel schade aangericht en het momentum voor de Democratische campagne was weg. Daarna voerde Ferraro nog een relatief sterke campagne. Vanuit rooms-katholieke hoek kreeg ze kritiek op haar pro-choice-standpunten op het gebied van abortus. Ook ging ze eenmalig het debat aan met George H.W. Bush, de Republikeinse kandidaat voor het vicepresidentschap. Volgens de meeste vrouwelijke stemmers had zij het debat gewonnen, volgens de meeste mannen was dat Bush.
De verkiezingen vonden plaats op 6 november en Mondale en Ferraro moesten een zwaar verlies incasseren: 13 kiesmannen tegen 525 (41 % tegen 59 %). Ze slaagden erin alleen de thuisstaat van Mondale, Minnesota, en in het District of Columbia te winnen. Alleen de Republikeinse kandidaat Alf Landon wist in 1936 minder kiesmannen achter zich te krijgen sinds de Amerikaanse president via directe verkiezingen wordt gekozen. Uit onderzoek bleek dat de nominatie van Ferraro slechts een klein verschil had gemaakt voor de uitslag. Bij de verkiezingen verloor Ferraro ook haar zetel in het Huis van Afgevaardigden.

## Verdere carrière
Na de verkiezingen schreef zij een autobiografie getiteld Ferraro: My Story. Hierin reflecteerde zij op haar leven voor en tijdens de presidentscampagne. Het boek werd een bestseller. Ook figureerde zij in een reclame van Diet Pepsi. Binnen de Democratische Partij zette zij zich in om zo veel mogelijk vrouwen gekozen te laten worden in vertegenwoordigende organen. Veel mensen verwachtten dat zij zichzelf kandidaat zou stellen voor de Senaat, maar hier zag zij in 1986 van af. De belangrijkste reden daarvoor was dat haar man werd aangeklaagd vanwege een vermeend omkopingsschandaal. Zaccaro pleitte schuldig en werd veroordeeld tot een taakstraf van 150 uur. Bij een andere aanklacht vanwege omkoping werd hij vrijgesproken. Tegelijkertijd werd haar zoon John in februari 1986 gearresteerd vanwege het in bezit hebben en de verkoop van cocaïne. Hij werd tot vier maanden cel veroordeeld.
In oktober 1991 zou Ferraro zich weer verkiesbaar stellen voor een zetel in de Amerikaanse Senaat namens de staat New York. Zij zou echter de Democratische voorverkiezingen verliezen met één procent verschil ten opzichte van haar opponent. Daarna zette zij zich in voor de presidentscampagne van Bill Clinton. Vanaf januari 1993 werkte Ferraro voor zijn regering als Amerikaanse vertegenwoordigster in de Mensenrechtencommissie van de Verenigde Naties. In die periode veroordeelde de commissie voor de eerste keer antisemitisme als een schending van de mensenrechten en werd China voor de eerste keer ooit officieel bekritiseerd vanwege de schendingen van de mensenrechten die in dat land plaatsvinden.
Vanaf februari 1996 presenteerde zij samen met Pat Buchanan Crossfire, een politieke talkshow bij CNN. In 1998 gaf zij deze baan op en stelde zich weer kandidaat voor een zetel in de Senaat, maar ze werd slechts derde in de Democratische voorverkiezingen. Deze werden gewonnen Charles Schumer, die uiteindelijk ook de zittende Republikeinse senator Al D'Amato wist te verslaan. Dit was ook het einde van haar politieke carrière.
Sinds oktober 1999 treedt Ferraro ook regelmatig op als politiek commentator bij FOX News Channel. In januari 2000 begon zij samen met Lynn Martin, een voormalig minister van Arbeid, een eigen onderneming, waarmee zij bedrijven adviseerden hoe zij vrouwelijk leiderschap kunnen stimuleren en hun bedrijf een aantrekkelijke werkomgeving voor vrouwen kunnen laten zijn.

## Presidentsverkiezingen 2008
Tijdens de Democratische voorverkiezingen voor het presidentschap in 2008 steunde Ferraro de kandidatuur van Hillary Rodham Clinton. Zij hielp haar bij de fondswerving. In maart 2008 zei ze tegen een lokale krant in Californië: "Als Obama een blanke man was zou hij niet in deze positie verkeren. En als hij een vrouw zou zijn, zou hij niet in deze positie verkeren. Hij heeft gewoon heel veel geluk dat hij is wie hij is. En het land is bezeten met dit idee." Ferraro probeerde haar opmerking te rechtvaardigen door een verwijzing naar haar eigen kandidatuur voor het vicepresidentschap: "Als mijn naam in 1984 Gerard Ferraro was geweest in plaats van Geraldine Ferraro, dan was ik nooit gekozen voor het vicepresidentschap." Obama deed de aantijgingen af als zijnde 'tamelijk absurd' en Ferraro werd door veel van zijn aanhangers beschuldigd van racisme. Omdat zij de campagne van Clinton niet verder wilde belasten trok zij zich op 12 maart 2009 terug uit het financieringscomité. Uiteindelijk zou Obama gekozen worden als kandidaat voor de Democratische Partij.
Na het bekendmaking van Sarah Palin als de Republikeinse kandidaat voor het vicepresidentschap kwam Ferraro weer uitgebreid in het nieuws. Palin werd veel vergeleken met Ferraro. De laatste bekritiseerde de media hoe zij berichten over Palins vrouw-zijn. Ferraro steunde Palin uiteindelijk niet, maar zei wel: "Elke keer dat een vrouw kandidaat staat, winnen vrouwen."

## Ziekte en overlijden
In november 1998 werd er multipel myeloom, een vorm van kanker, bij haar gediagnosticeerd. Ferraro maakte pas in 2001 publiekelijk dat ze de ziekte had, toen ze deelnam aan een hoorzitting van het Congres voor een wet voor kankeronderzoek. Sindsdien hield ze regelmatig lezingen over het onderwerp.
Geraldine Ferraro overleed 26 maart 2011 op 75-jarige leeftijd in het Massachusetts General Hospital in Boston aan haar ziekte.
- Bibsys: 90873436
- Gemeinsame Normdatei: 119203235
- International Standard Name Identifier: 0000 0000 2140 0274
- Library of Congress Control Number: n81052939
- National Archives and Records Administration: 10568212
- Nationale Bibliotheek van Israël: 987007432929205171
- Nederlandse Thesaurus van Auteursnamen: 203871820
- SNAC: w6vn5270
- Système universitaire de documentation: 092856535
- Biographical Directory of the United States Congress: F000088
- Virtual International Authority File: 47566268
- WorldCat: E39PBJdrMQBwbcfW6jRmJdFkDq